# Теренсуг
Теренсуг (от хак. — глубокая река) — река в Хакасии, правый приток Томи, разрешает Кузнецкий Алатау и Абаканский хребет и протекает в западной части Усть-Абаканского и Аскизского районов.
Длина — 71 км, площадь водосборного бассейна — 841 км². Исток у подножия (1569 м) в южной части Батенёвского кряжа. Протекает по крупносклонному глубоко расчлененному среднегорью с кедрово-лиственными лесами с примесью ели и мелколиственных пород. Впадает в реку Томь в 2,5 км вверх по течению от села Балыкса. Горная река (падение 536 м, уклон 7,5 м/км). По дну долины проходит дорога Усть-Бюрь — Балыкса.

## Бассейн
- Шумный (пр)
- Хайлогол (пр)
- Нижняя Берёзовая (пр)
- 17 км: Верхняя Берёзовая (пр)
- Крестик (лв)
- 24 км: Каинзас (Большой Каинзас)
  - Сартамак (пр)
  - Алтаза (лв)
  - 10 км: Малый Каинзас (лв)
- Кускучтуг (лв)
- Тарасовский (лв)
- Маслов (пр)
- Сухой (пр)
- Душной (пр)
- 33 км: Иссук
  - Мелехинский (пр)
- 35 км: Ассуг
  - Караташ (пр)
- Ключ 1-й (пр)
- Киргелик (лв)
- Тамалык (лв)
- 50 км: Багзас
  - Каменный (пр)
- Хазынхол (лв)
- Казынхол (лв)
- Кузькузюр (пр)
- 60 км: Каролиновка (лв)
- Магнитный (пр)

## Данные водного реестра
По данным государственного водного реестра России относится к Верхнеобскому бассейновому округу, водохозяйственный участок реки — Томь от истока до города Новокузнецк, без реки Кондома, речной подбассейн реки — Томь. Речной бассейн реки — (Верхняя) Обь до впадения Иртыша.